# Manolo Martín
Manolo Martín Pérez é um jogador de bocha paralímpico espanhol da categoria BC2. Atualmente pertence à equipe Amics de la Boccia.
Integrou a equipe espanhola de bocha que disputou o Campeonato Mundial de 2010, realizado em Lisboa, Portugal. Na ocasião, Manolo conquista a medalha de bronze na competição individual.
Participou dos Jogos Paralímpicos de Londres 2012, onde perdeu por 4 a 5 nas oitavas de final.
Manolo integrou a delegação espanhola no Campeonato Europeu, realizado em junho de 2013, em Guimarães, Portugal e, em outubro do mesmo ano, foi considerado o melhor atleta espanhol de sua categoria.